# Араужо Мартинс, Жоберт
Жоберт Араужо Мартинс (порт. Joubert Araújo Martins; 7 января 1975, Куяба, штат Мату-Гросу), более известный как Бето (порт. Beto) — бразильский футболист, атакующий полузащитник. Выступал в сборной Бразилии.

## Карьера
Бето родился в семье Жозе Карлоса Мартинса и Себастьяны Элоизы. Он — воспитанник клуба «Дом Боско» из родного города Куяба, куда он пришёл в 1986 году. В 1993 году Бето перешёл в «Ботафого», представители которого заметили футболиста во время матча юношеских составов этих клубов. Причём за трансфер игрока «Ботафого» заплатил «Дом Боско», передав ему 50 пар бутс. В 1995 году он помог своему клубу выиграть чемпионат Бразилии.
Летом 1996 года Бето перешёл в итальянский клуб «Наполи», заплативший за трансфер бразильца 3,5 млн евро или 5,5 млрд лир. В неаполитанской команде футболист был вынужден сменить позицию на поле: «Если в „Ботафого“ я как бы „подпирал“ Тулио и Донизете, то в „Наполи“ играю оттянутого полузащитника». 29 сентября Бето забил первый мяч за клуб, поразив ворота «Сампдории»; этот мяч принёс его клубу победу 1:0. 18 ноября он забил свой второй гол в Италии, поразив ворота «Перуджи». 12 января в матче с «Интернационале» Бето был удалён с поля. Но ровно через месяц, в матче с тем же клубом в Кубке Италии Бето забил гол, который сравнял в матче счёт; в результате встреча завершилась вничью, а в серии послематчевых пенальти победу отпраздновали неаполитанцы. Всего за клуб футболист провёл 22 матча в серии А и забил 4 гола.
Проведя сезон в Италии, Бето вернулся на родину, подписав контракт с «Гремио». Таким образом футболист хотел попасть в состав сборной страны, готовящейся к чемпионату мира во Франции. Проведя там менее года, он перешёл во «Фламенго». 31 мая 1998 года Бето дебютировал в составе клуба в матче с «Баией», в котором его команда победила 2:0. 1 августа он забил первый мяч за «Менго»., поразив ворота «Коритибы». В 1999 году Бето помог клубу выиграть Кубок Гуанабара, Кубок Меркосур и чемпионат штата Рио-де-Жанейро, а на следующий год завоевать Трофей Рио. В 2000 году Бето на правах аренды перешёл в клуб «Сан-Паулу». Там он провёл лишь 6 месяцев, но помог команде победить в чемпионате Сан-Паулу. После этого полузащитник вернулся во «Фламенго» и выиграл с клубом ещё два чемпионата Рио, а также победил в Кубке чемпионов Бразилии. Всего за клуб футболист провёл 177 матчей и забил 32 мяча.
Летом 2002 года Бето перешёл во «Флуминенсе», но там провёл менее полугода и зимой перешёл в клуб второго японского дивизиона «Консадоле Саппоро». В 2003 году он вновь уехал на родину, заключив договор с клубом «Васко да Гама», за который болел с детства. Таким образом он стал одним из немногих футболистов, выступавших за все четыре ведущих клуба Рио-де-Жанейро. 16 июля 2003 года он дебютировал в составе клуба в матче с «Крузейро», в котором его команда была разгромлена со счётом 1:4. 24 августа того же года он забил первый мяч за клуб, поразив ворота своей бывшей команды, «Сан-Паулу»; встреча завершилась победой «Васко» 3:2. Бето помог своему клубу выиграть два трофея Рио, Кубок Гуанабара и чемпионат Рио.
После «Васко», Бето вновь уехал в Японию, став игроком клуба «Санфречче Хиросима», где провёл два сезона, сыграв в 55 матчах и забив 3 гола. Покинуть клуб его вынудил инцидент с дракой в ресторане, из-за чего пострадавший от рук футболиста был госпитализирован на 5 дней, а сам Бето был арестован, а «Санфречче» в одностороннем порядке разорвал с ним контракт. В 2007 году он возвратился в Бразилию, где стал игроком клуба «Итумбиара». В августе того же года он перешёл в «Бразильенсе», за который сыграл лишь 7 встреч. В 2008 году Бето перешёл во второй раз перешёл в «Васко да Гаму». Сначала он использовался как замена Ромарио, но после прихода на пост главного тренера Антонио Лопеса совсем перестал выходить на поле. Лишь когда Лопеса сменил Тита, Бето иногда стал появляться на поле. В августе Бето, без объяснения причин, пропустил неделю тренировок. После разговора с футболистом, совет директоров «Васко» принял решение разорвать контракт с полузащитником. Всего за годы в «Васко» Бето провёл 30 матчей и забил 3 гола. Любопытно, что в матчах, в которых он принимал участие, «Васко» чаще проигрывал — 12 раз, при 10 победах и 8 ничьих.
Бето недолго поиграл в клубе «Миксто», а затем в «Конфьянсе», в составе которой футболист выиграл чемпионат штата Сержипи. В июле 2009 года Бето перешёл в клуб «Имбитуба». Он дебютировал в команде в матче с «Жоакабой», завершившимся победой его команды 2:0. 30 июля Бето, по обоюдному согласию с клубом, принял решение покинуть «Имбитубу». Главный тренер команды, Жосели дос Сантос, сказал, что Бето покинул клуб из-за проблем с дисциплиной.
После завершения карьеры игрока, Бето стал футбольным агентом.

## Достижения
- Чемпион Бразилии: 1995
- Обладатель Кубка Америки: 1999
- Чемпион штата Рио-де-Жанейро: 1999, 2001, 2002, 2003
- Обладатель Кубка Гуанабара: 1999, 2001, 2003
- Обладатель Кубка Меркосур: 1999
- Обладатель Трофея Рио: 2000, 2003, 2004
- Чемпион штата Сан-Паулу: 2000
- Обладатель Кубка чемпионов Бразилии: 2001
- Чемпион штата Сержипи: 2009

## Личная жизнь
Бето женат. Супруга — Марсела да Гама Фонсека. У пары трое детей.
В январе 2003 года Лаудиер Монтейро де Франса обвинил Бето, что тот избил его.
Именем Бето назвал стадион в Куябе.